# セゲド/ホードメゼーヴァーシャールヘイ・トラムトレイン
この項目では、ハンガリーの都市であるセゲドとホードメゼーヴァーシャールヘイを結ぶトラムトレイン（ハンガリー語: Szeged–Hódmezővásárhely tram-train）について解説する。同路線はハンガリー初のトラムトレインとして、2021年から営業運転を開始した。

## 概要
ハンガリーの都市であるセゲドとホードメゼーヴァーシャールヘイの間は古くから公共交通機関の需要が高く、2018年の時点で1日160本の都市間バスが運行していたが、渋滞や道路工事等の理由でダイヤが大幅に乱れる事態が多く発生していた。一方、両都市の間にはハンガリー国鉄が所有する非電化の鉄道路線である135号線（セゲド - ベーケーシュチャバ線）も存在するが、各都市のターミナル駅が中心部から離れている事や最高速度の遅さなどの要因で利用率は低かった。そこで、両都市間の公共交通機関の利便性の改善や更なる利用促進を目的に、鉄道網を整備したうえで市内中心部へ直通する路面電車への乗り入れを行うトラムトレインの導入の検討が2007年から進められ、2012年までに実現可能性に向けた調査を終えた後、2018年から本格的な建設が開始された。
セゲド市内は既存のセゲド市電1号線へ直通するための連絡線が設けられる一方、ホードメゼーヴァーシャールヘイ市内についてはハンガリー国鉄のホードメゼーヴァーシャールヘイ人民庭園駅から分岐し市内を走行する、6箇所の停留所を含む路面電車路線が新規に建設された。また、双方を結ぶハンガリー国鉄の路線（135号線）も最高速度100 km/hでの走行が可能となるよう線路の交換や一部区間の複線化、橋梁の建て替えといった整備が行われた他、後述のトラムトレイン用車両の修繕が可能な車両基地の建設も実施された。これらの区間の所要時間は37分、運行間隔は最短15分（ラッシュ時）を想定している。
試運転は2021年5月の時点で既に実施されており、同年11月29日から営業運転を開始した。ただし同日から2022年4月15日までの運賃は無料で、運賃を徴収する形での本格的な運行開始は翌4月16日から行われている。

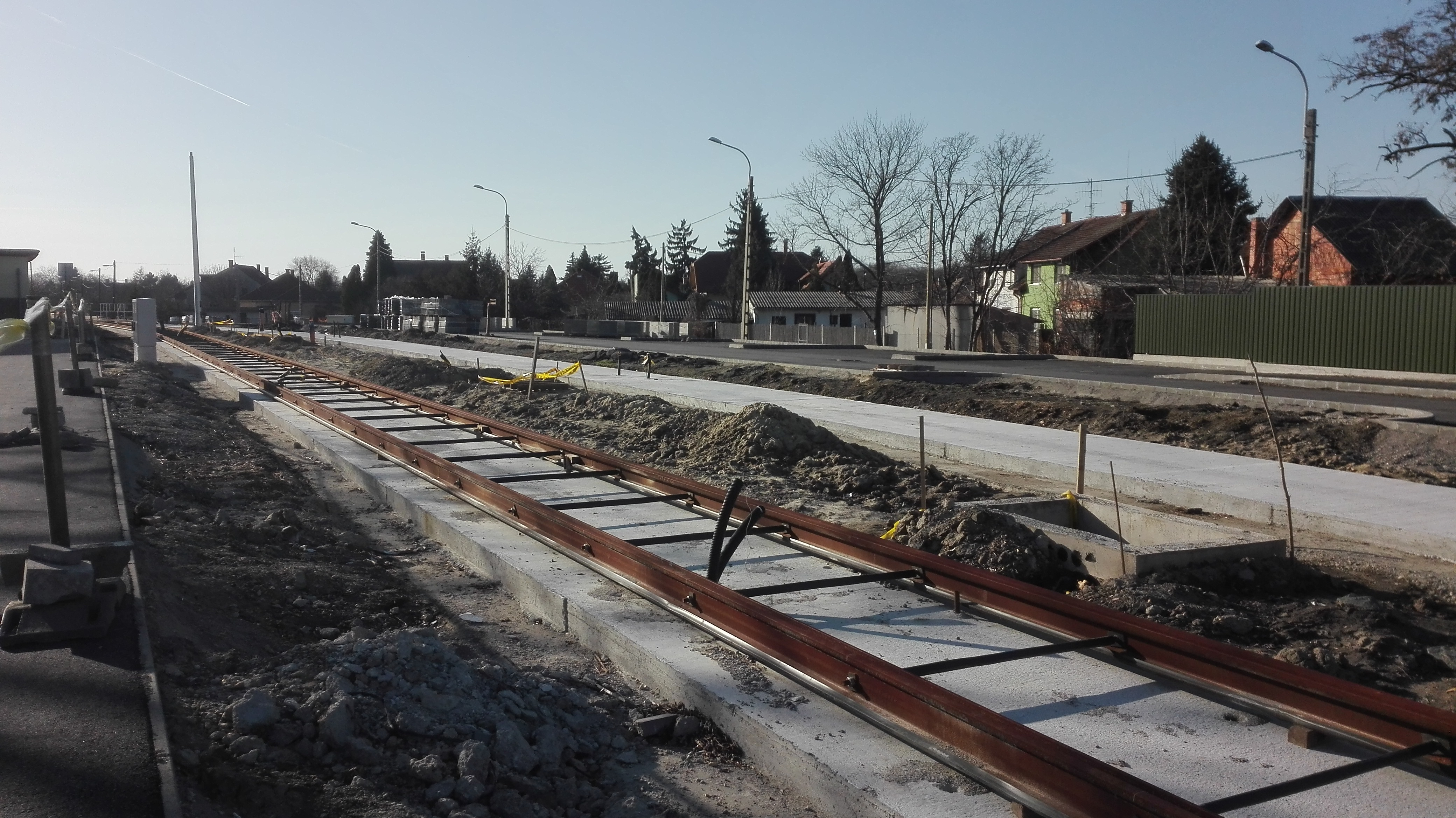
ホードメゼーヴァーシャールヘイ市内に建設中の線路（2020年撮影）
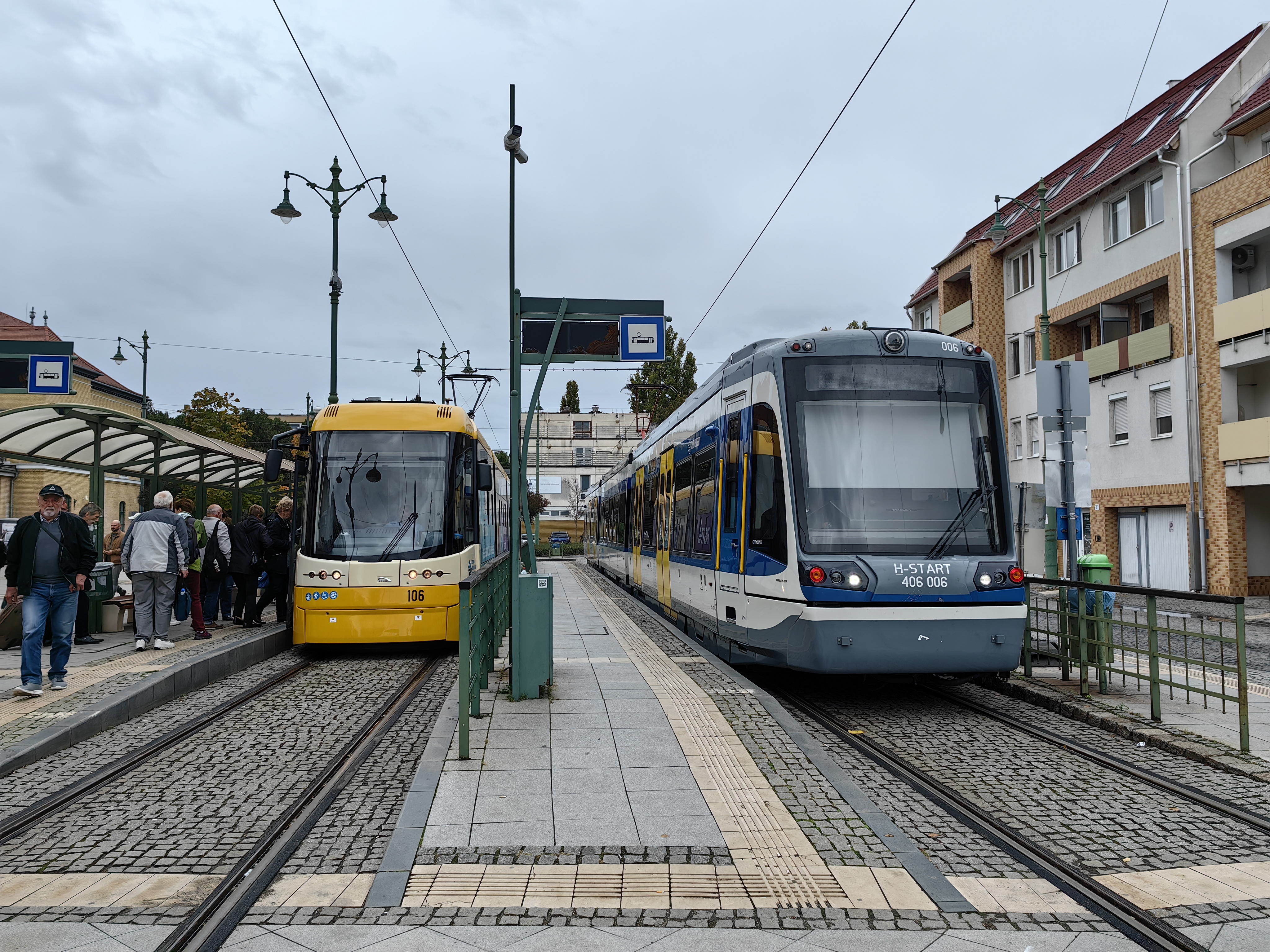
セゲド市電の電車（左）と並ぶ列車（2023年撮影）
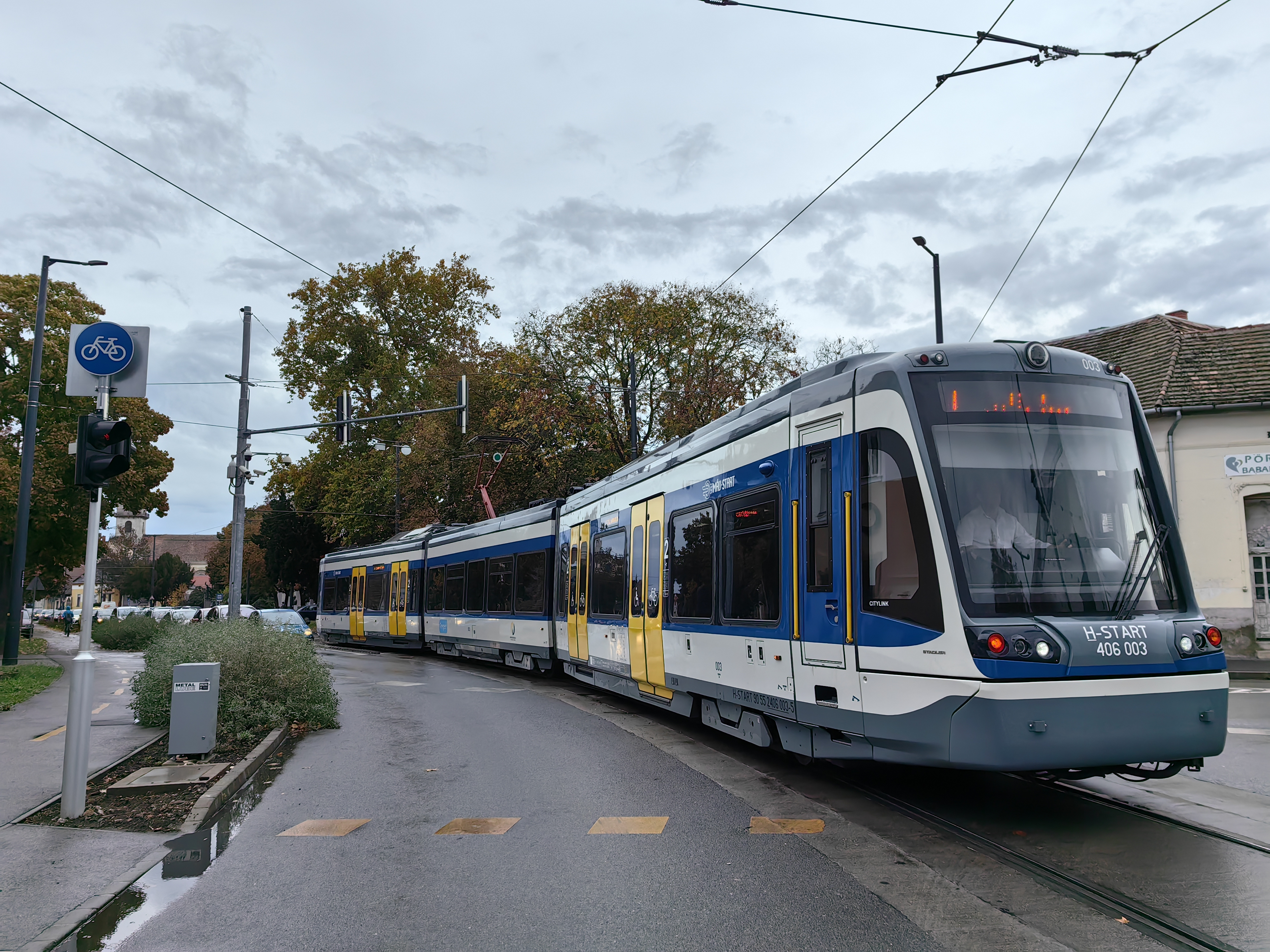
併用軌道を走行する列車（2023年撮影）
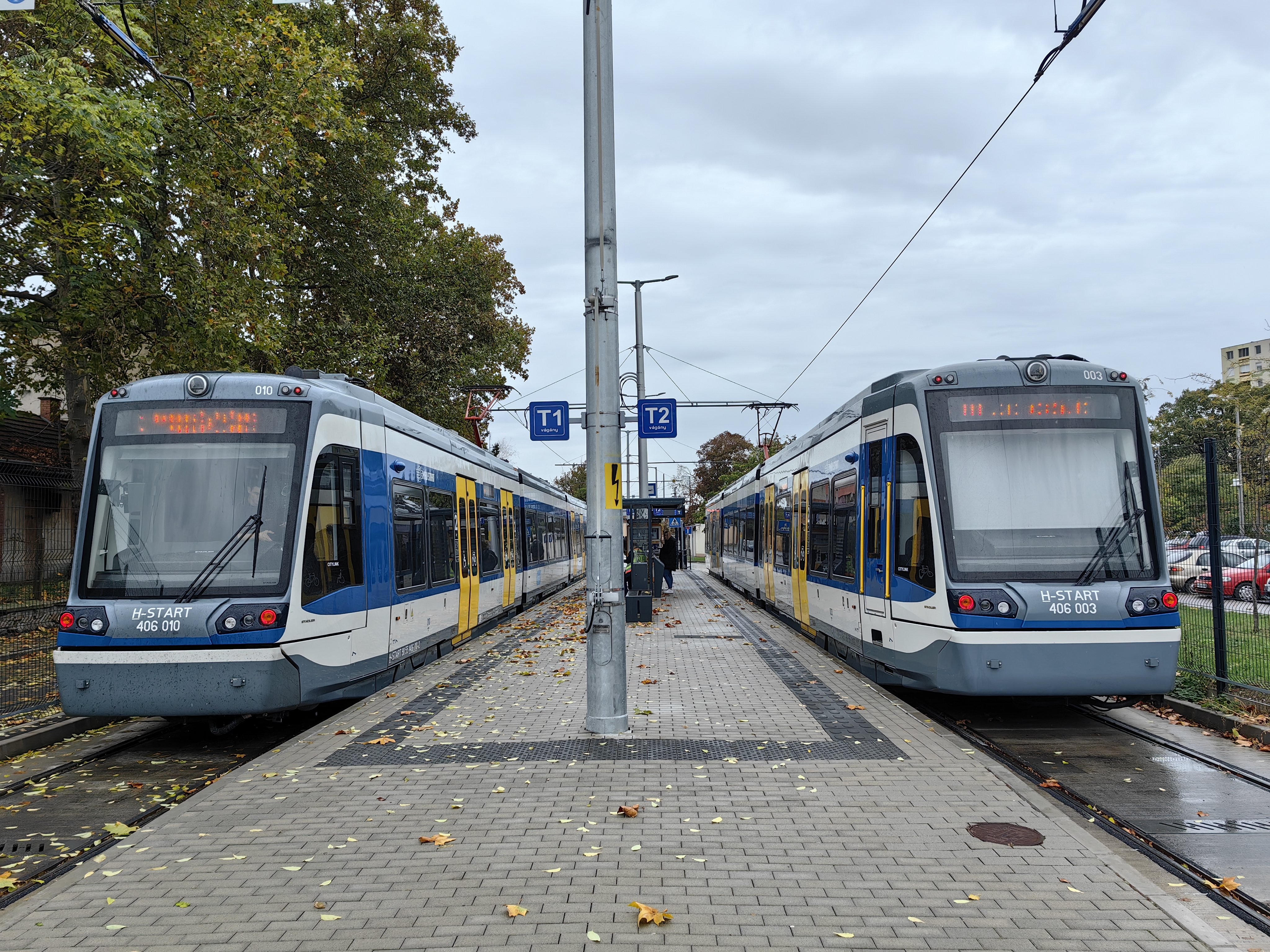
ホードメゼーヴァーシャールヘイ駅で並ぶ列車（2023年撮影）

## 運行形態
- セゲド駅 - ホードメゼーヴァーシャールヘイ駅
ロークシュ駅 - ネープケルト駅間で135号線を経由する[13]。
2021年内は1時間、以降2022年4月15日までは20 - 30分間隔で運行。以降のダイヤは利用客の動向を踏まえたうえで決定[3][13]としていた。30分間隔での運行をしばらく続けていたが、2023年2月の改正で、平日の午後のみ毎時3本に増発された[14]。

## 駅一覧
以下では、トラムトレイン（ハンガリー国鉄131号線）の駅と営業キロ、停車列車、接続路線などを一覧表で示す。
- 種別
  - S：135号線の列車
  - 1：トラムトレイン
- 停車駅
  - ■印：全列車停車
  - ｜印：全列車通過

| 路線名 | 駅名                                     | 駅間営業キロ | 累計営業キロ | S  | 1 | 接続路線                                                                | 所在地           | 所在地                           |
| ------ | ---------------------------------------- | ------------ | ------------ | -- | - | ----------------------------------------------------------------------- | ---------------- | -------------------------------- |
| 2      | セゲド駅                                 | -            | 0.0          | ■  | ■ | 140号線（ブダペスト方面）                                               | チョングラード県 | セゲド郡                         |
| 2      | ガランブ通り停留所                       | 0.2          | 0.2          |    | ■ |                                                                         | チョングラード県 | セゲド郡                         |
| 2      | ベーチ環状線停留所                       | 0.4          | 0.6          |    | ■ |                                                                         | チョングラード県 | セゲド郡                         |
| 2      | アラド殉教者広場停留所                   | 0.5          | 1.1          |    | ■ |                                                                         | チョングラード県 | セゲド郡                         |
| 2      | ショモジ通り停留所                       | 0.3          | 1.4          |    | ■ |                                                                         | チョングラード県 | セゲド郡                         |
| 2      | セーチェニ広場停留所                     | 0.3          | 1.7          |    | ■ |                                                                         | チョングラード県 | セゲド郡                         |
| 2      | アンナの泉停留所                         | 0.5          | 2.2          |    | ■ | セゲド市電 3,4系統（タルヤーン方面、ケチケーシュ/ヴァダシュパルク方面） | チョングラード県 | セゲド郡                         |
| 2      | ロークシュ教会停留所                     | 0.6          | 2.8          |    | ■ |                                                                         | チョングラード県 | セゲド郡                         |
| 2      | タヴァス通り停留所                       | 0.3          | 3.1          |    | ■ |                                                                         | チョングラード県 | セゲド郡                         |
| 2      | ダムヤニッチ通り停留所                   | 0.4          | 3.5          |    | ■ |                                                                         | チョングラード県 | セゲド郡                         |
| 2      | ヴァーシャールヘイ・パール通り停留所     | 0.4          | 3.9          |    | ■ | セゲド市電 2系統（ヨーロッパ公園方面）                                  | チョングラード県 | セゲド郡                         |
| 1      | プルズ通り停留所                         | 0.6          | 4.5          |    | ■ |                                                                         | チョングラード県 | セゲド郡                         |
| 1      | ロークシュ駅                             | 0.3          | 4.8          | ■  | ■ |                                                                         | チョングラード県 | セゲド郡                         |
| 135    | アルジェー駅                             | 9.5          | 14.3         | ｜ | ■ |                                                                         | チョングラード県 | セゲド郡                         |
| 131    | ホードメゼーヴァーシャールヘイ人民庭園駅 | 13.0         | 27.3         | ■  | ■ | 130号線（センテシュ方面）                                               | チョングラード県 | ホードメゼーヴァーシャールヘイ郡 |
| 131    | ストランドフュルデー停留所               | 0.6          | 27.9         |    | ■ |                                                                         | チョングラード県 | ホードメゼーヴァーシャールヘイ郡 |
| 131    | ヘーセク広場停留所                       | 0.4          | 28.3         |    | ■ |                                                                         | チョングラード県 | ホードメゼーヴァーシャールヘイ郡 |
| 131    | コッシュート広場停留所                   | 0.4          | 28.7         |    | ■ |                                                                         | チョングラード県 | ホードメゼーヴァーシャールヘイ郡 |
| 131    | カールヴィン・ヤーノシュ広場停留所       | 0.8          | 29.5         |    | ■ |                                                                         | チョングラード県 | ホードメゼーヴァーシャールヘイ郡 |
| 131    | ホードメゼーヴァーシャールヘイ駅         | 1.0          | 30.5         | ■  | ■ | 135号線（ベーケーシュチャバ方面）                                       | チョングラード県 | ホードメゼーヴァーシャールヘイ郡 |

## 車両

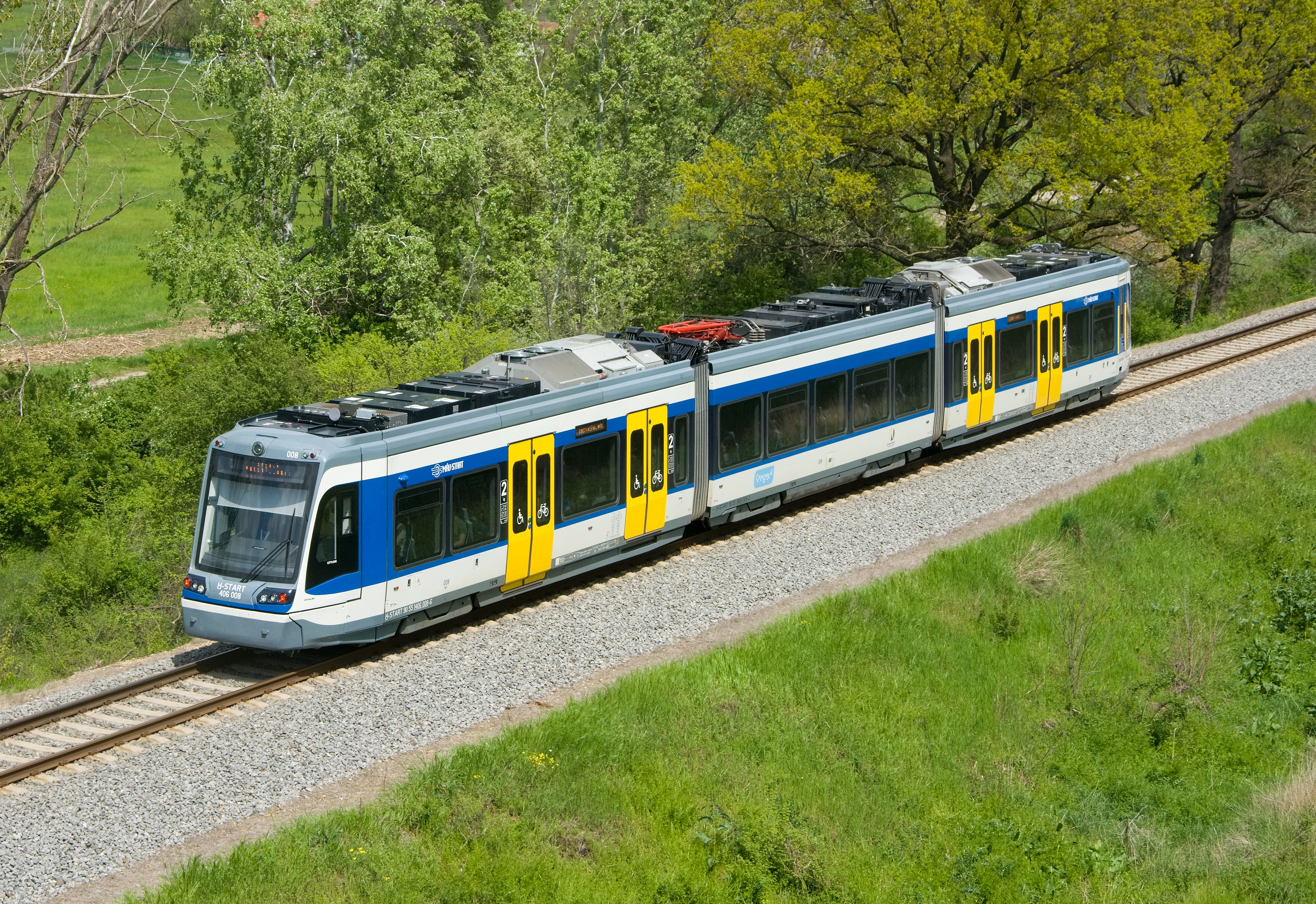
非電化区間を走行する406形（2023年撮影）

2017年、ハンガリー国鉄の旅客部門であるMÁV START Zrt.は、スイスのシュタッドラー・レールとの間にトラムトレイン用の車両であるシティリンクを導入する契約を交わした。これはステンレス鋼の車体を有する3車体連接式の部分超低床電車で、セゲドやホードメゼーヴァーシャールヘイ市内は直流600 Vの架線下を走る電車として、双方の都市間はディーゼルエンジンで駆動する気動車として運行することができるバイモード車両である。
当初契約分の8両に加えて2020年には4両が追加発注され、2021年中に合計12両が納入される。また、これらの車両には406形という形式名が付けられる事になっている。主要諸元は以下の通り。

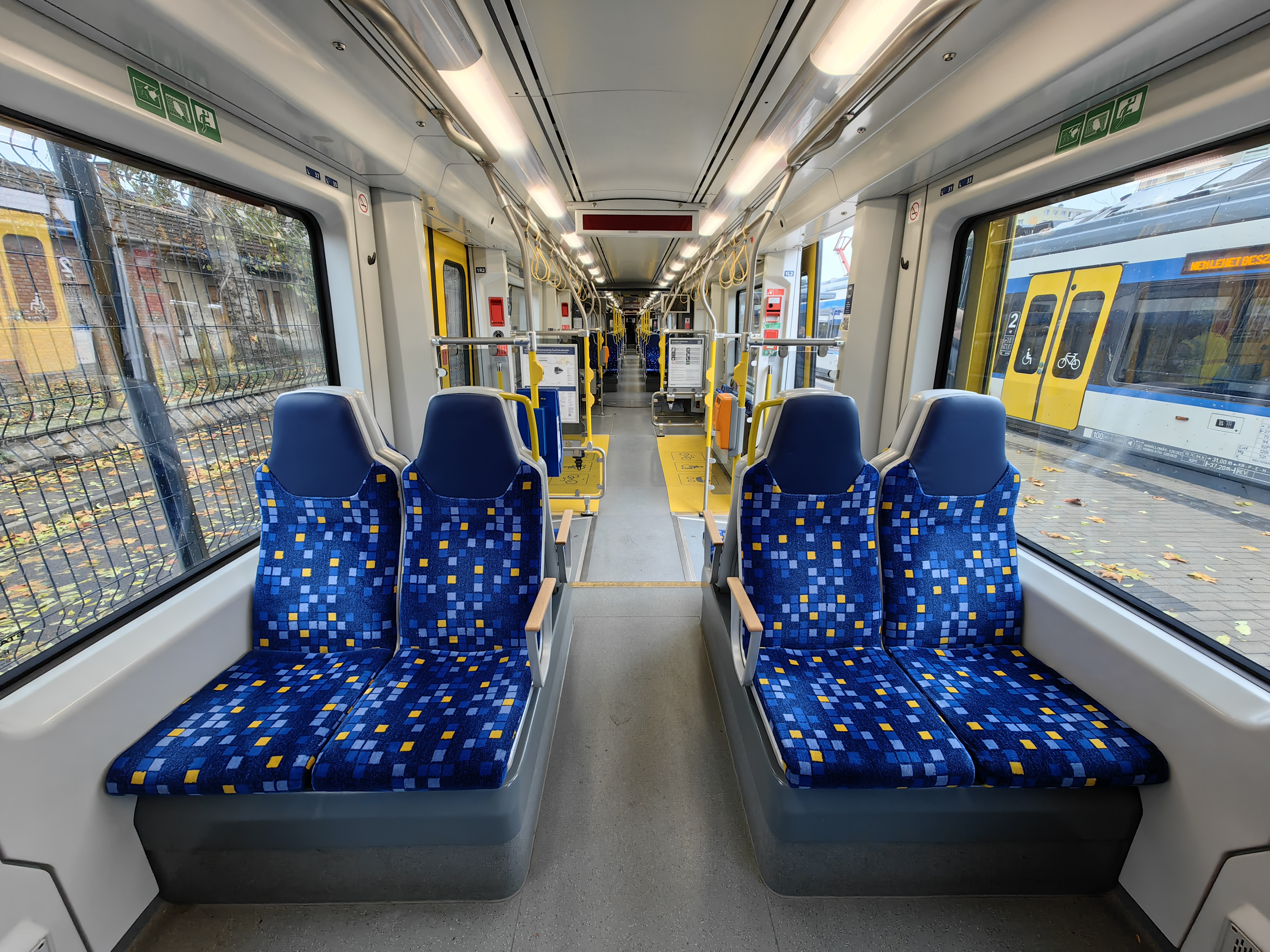
車内
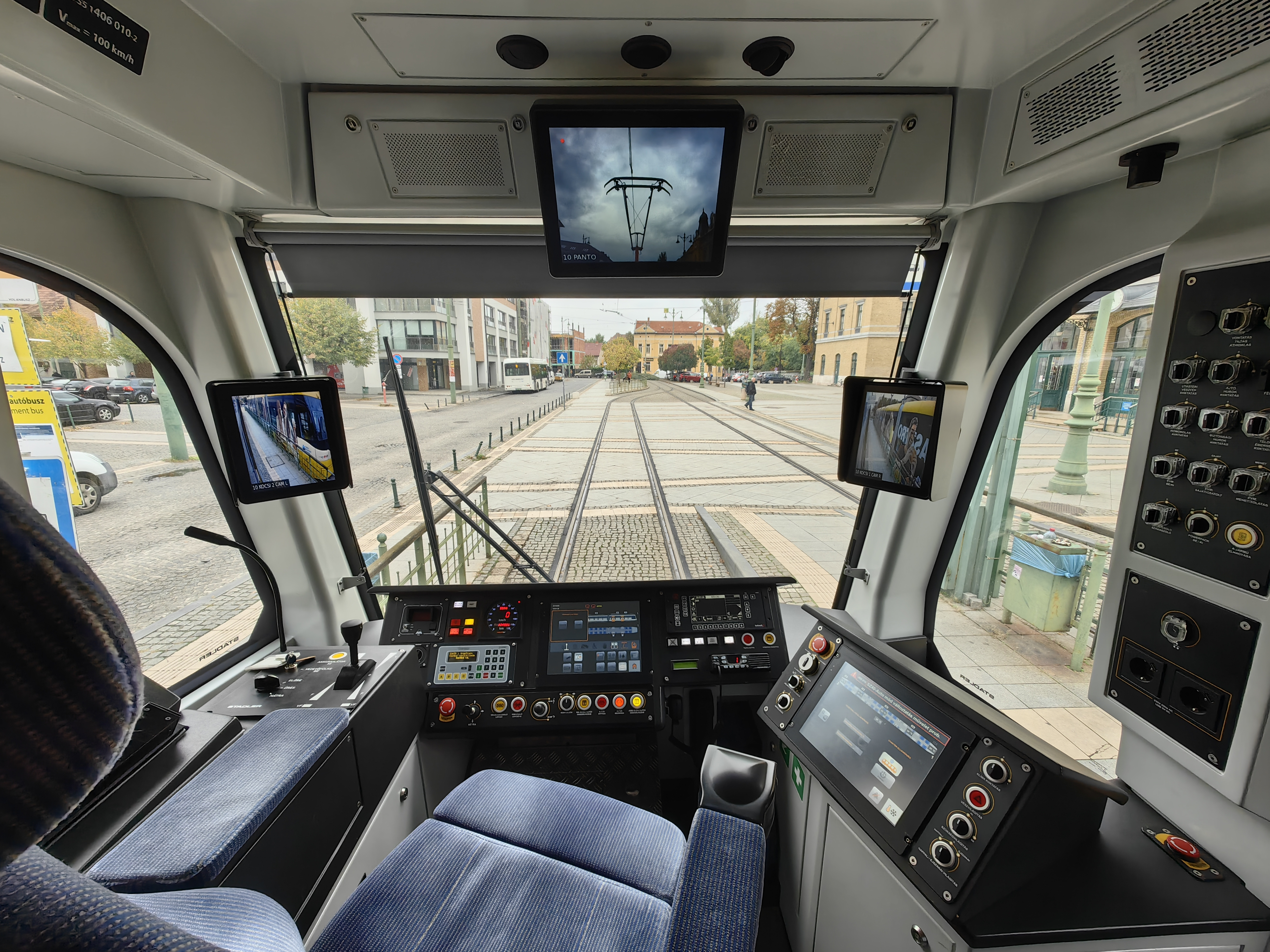
運転台
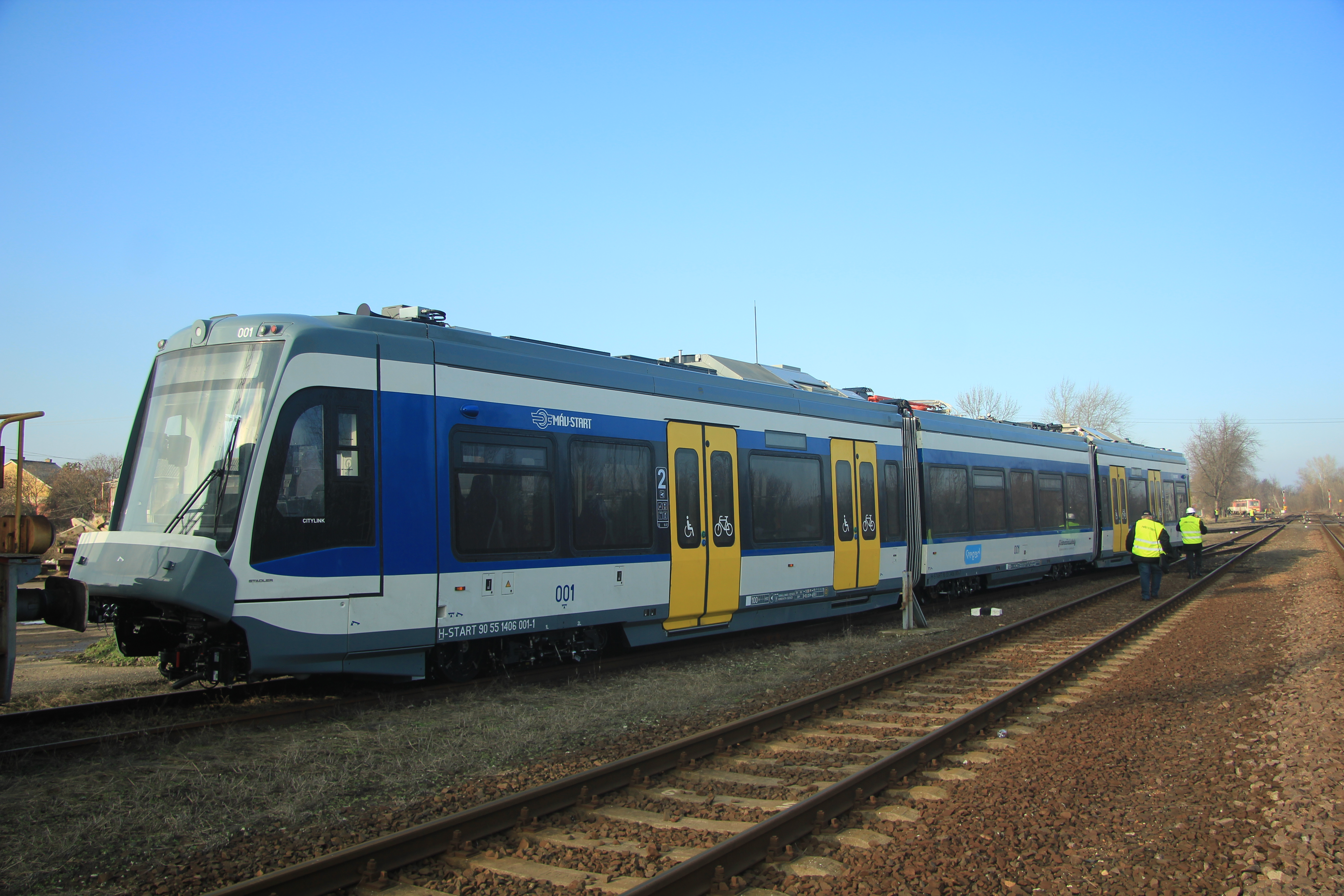
スゼンテ駅（Szentes）へ輸送された406形（2021年撮影）

| 車種・形式           | 登場年 | 総数     | 軌間         | 編成        | 運転台       | 対応電圧等      | 軸配置      | 備考・参考               |
| -------------------- | ------ | -------- | ------------ | ----------- | ------------ | --------------- | ----------- | ------------------------ |
| "シティリンク" 406形 | 2021   | 12両     | 1,435mm      | 3車体連接車 | 両運転台     | 直流600V 非電化 | Bo'2'2'Bo'  | [ 1 ] [ 5 ] [ 6 ] [ 10 ] |
| "シティリンク" 406形 | 2021   | 全長     | 全幅         | 全高        | 扉部床面高さ | 扉部床面高さ    | 低床率      | 車輪経                   |
| "シティリンク" 406形 | 2021   | 全長     | 全幅         | 全高        | 低床ホーム用 | 高床ホーム用    | 低床率      | 車輪経                   |
| "シティリンク" 406形 | 2021   | 37,200mm | 2,650mm      | 3,800mm     | 550mm        | 300mm           | 100%        | 720mm                    |
| "シティリンク" 406形 | 2021   | 最高速度 | 最小通過半径 | 着席定員    | 総定員       | 主電動機出力    | 発電機出力  | 車両出力                 |
| "シティリンク" 406形 | 2021   | 100km/h  | 22m          | 92人        | 216人        | 145kw(x4基)     | 390kw(x2基) | 580kw                    |

## 今後の予定
セゲドと各地域を結ぶトラムトレインの一環として、同都市とマコーを結ぶ計画も構想されており、2019年時点では両都市を結ぶハンガリー国鉄の路線の整備を含めた検討が進められている段階にある。